# James Tupper
James Tupper (Dartmouth, Nueva Escocia, 4 de agosto de 1965) es un actor canadiense conocido, principalmente, por interpretar a Jack Slattery en Men in trees (ABC).

## Biografía
Tras finalizar el instituto, Tupper vivió en una granja cafetera en África oriental y estudió suajili. A su vuelta, cursó estudios de Interpretación en la Concordia University de Montreal, (Canadá) y en la Rutgers University (Nueva Jersey, Estados Unidos). En su tiempo libre, el actor disfruta de la carpintería y la ornitología.
En lo que a su carrera respecta, el actor no sólo ha actuado en series de televisión: en Broadway ha trabajado en An actor prepares y After the rain (1999). En la actualidad está trabajando en la serie "Anatomía de Grey".

### Vida personal
Entre 2007 y 2018 mantuvo una relación amorosa con la actriz y productora Anne Heche, con quien tuvo un hijo, Atlas, en marzo de 2009.

## Filmografía
- Cold Copy (2023)[2]
- Big Little Lies (2017)
- Nothing Left To Fear (2013)
- Revenge (2011)
- Anatomía de Grey, séptima temporada (2010).
- Toxic Skies[3] (2009), TV.
- Me and Orson Welles (2009, en rodaje).
- Mercy, serie TV.
- Men in Trees (2006-2008), serie de TV.
- Invisible (2006)
- Love's Abiding Joy (2006)
- How I Met Your Mother (2005), 1 episodio de la serie de TV.
- CSI: NY (2005), 1 episodio de la serie de TV.
- Loudmouth Soup (2005)
- Gilmore Girls (2005), 2 episodios de la serie de TV.
- Love's Long Journey (2005)
- Joe Dirt (2001)
- Corky Romano (2001)